# بیلوار
بْیــِلُوار (به کرواتی: Bjelovar) شهری در بیلوار-بیلگرا کشور کرواسی است که جمعیت آن در سال ۲۰۱۱ میلادی ۴۰٬۴۴۳ نفر بوده‌است.